# Pentaphragmataceae
Famille
Classification APG III (2009)
La famille des Pentaphragmatacées regroupe des plantes dicotylédones : elle comprend 30 espèces appartenant au genre Pentaphragma.
Ce sont des plantes herbacées épaisses, quasi succulentes, originaires des régions tropicales d'Asie du Sud-Est et de Malaisie.

## Étymologie
Le nom vient du genre type Pentaphragma, composé des mots grecs πέντε  / pente, cinq, et φράγμα  /  fragma, « clôture, palissade ;  barrière », en référence à la structure de la fleur dont l'ovaire est séparée de l'hypanthium à cinq lobes par des puits à nectar.
Stefan Vogel résume ainsi le caractère particulier de ces plantes « Bien que fondamentalement protandre, les fleurs des  Pentaphragma ont maintenu la position sous-basale de leurs cinq nectaires séparés sur la paroi ovarienne, le nectar étant accessible aux abeilles via cinq canaux récepteurs ».

## Classification
La classification phylogénétique APG II (2003) et la classification phylogénétique APG III (2009) placent cette famille dans l'ordre des Asterales.

## Liste des genres
Selon Angiosperm Phylogeny Website (12 nov. 2015), NCBI (12 nov. 2015) et DELTA Angio (12 nov. 2015) :
- Pentaphragma (en) Wall. ex G.Don, 1834

## Liste des espèces
Selon NCBI (12 nov. 2015) :
- Pentaphragma ellipticum
- Pentaphragma sp. CAM43
- Pentaphragma sp. Duangjai 49